# Jim Root
James Donald Root (Des Moines, 2 ottobre 1971) è un polistrumentista statunitense.
Noto principalmente per essere uno dei due chitarristi degli Slipknot, al cui interno è contrassegnato dal numero 4, è stato anche membro degli Stone Sour dalla loro fondazione fino al 2014.

## Biografia
Come gli altri membri del gruppo, Root è originario di Des Moines, Iowa e prima di collaborare con Taylor lavorava come stampatore, cameriere e autista di pullman, ed ha suonato anche in altri gruppi, ad esempio i Deadfront.
Root fu convinto ad entrare a far parte degli Slipknot da Corey Taylor, dopo la collaborazione dei due negli Stone Sour, e prese il posto del chitarrista Josh Brainard, che abbandonò il gruppo durante il processo di registrazione del primo album Slipknot.

## Stile musicale
Lo stile di Root è caratterizzato da riff veloci, con un frequente utilizzo della tecnica del palm muting e degli armonici artificiali. Esegue spesso degli assoli, che sono accompagnati dal collega Mick Thomson. Root è solito utilizzare chitarre accordate in drop B (ovvero B F# B E G# C# secondo la notazione anglosassone). Durante il periodo con gli Stone Sour, Root era solito suonare riff più melodici.

## Maschere
Quando Root entrò a far parte degli Slipknot iniziò le apparizioni pubbliche utilizzando la maschera del precedente chitarrista Josh Brainard, una sorta di passamontagna nero di gomma che copriva quasi tutta la sua testa ad esclusione dei capelli, tinti di viola. In seguito decise di adottarne una propria ed attualmente usa un'inquietante maschera da giullare, più volte ritoccata nel corso degli anni e caratterizzata da sagome rosse a forma di diamante sugli occhi. Con la pubblicazione di All Hope Is Gone (2008), Root ha nuovamente modificato la sua maschera, cambiando il colore dei disegni intorno agli occhi da rossi a neri (che la fanno assomigliare al protagonista de Il Corvo, Eric Draven). In .5: The Gray Chapter la maschera presenta un foro sulla parte della bocca, lasciando così uscire la sua barba.

## Equipaggiamento

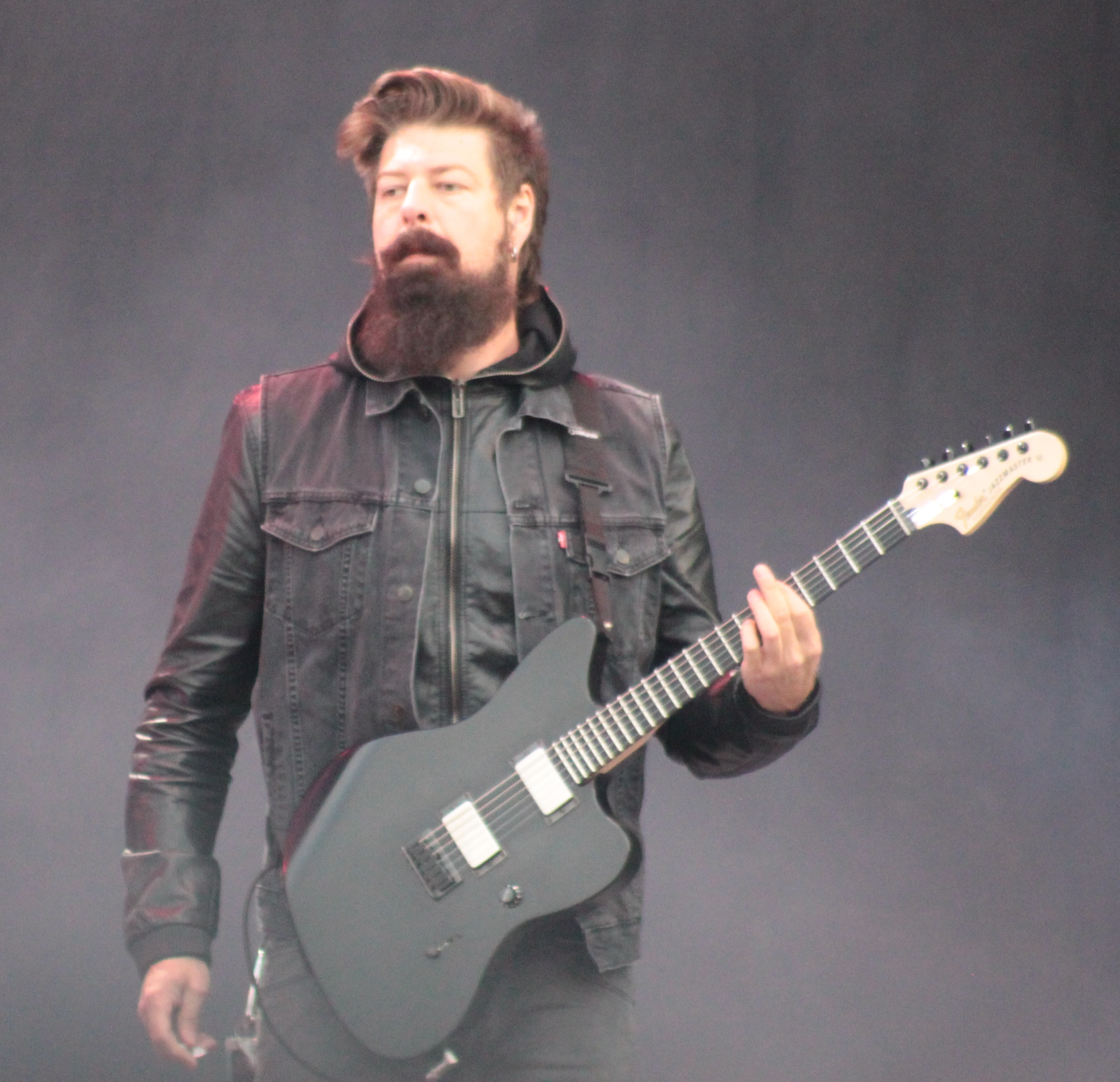
Jim Root in concerto con gli Stone Sour nel 2013

L'equipaggiamento di Root è marchiato Fender e Jackson Guitars per le chitarre, EMG per l'hardware, Mesa/Boogie ed Orange per gli amplificatori (Diezel in studio). I modelli specifici sono:
- Gibson Flying V (Sonisphere 2011)
- Fender Jim Root Jazzmaster
- Fender Jim Root Telecaster (da All Hope Is Gone in poi)
- Fender Jim Root Stratocaster
- Custom built Charvel San Dimas (adoperata nel video di Before I Forget)
- Orange Rockerverb 100
- EMG Pickups (81 bridge - 60 neck)

## Discografia

### Con gli Slipknot
- 1999 – Slipknot
- 2001 – Iowa
- 2004 – Vol. 3: (The Subliminal Verses)
- 2008 – All Hope Is Gone
- 2014 – .5: The Gray Chapter
- 2019 – We Are Not Your Kind
- 2022 – The End, So Far

### Con gli Stone Sour
- 2002 – Stone Sour
- 2006 – Come What(ever) May
- 2010 – Audio Secrecy
- 2012 – House of Gold & Bones Part 1
- 2013 – House of Gold & Bones Part 2

### Altre apparizioni
- 2005 – Roadrunner United - The All-Stars Sessions
- 2006 – DJ Starscream - The New Leader
- 2007 – John 5 - The Devil Knows My Name
- 2008 – Jonathan Davis and the SFA - Got Money (Lil Wayne Remix)
- 2008 – Mindless Self Indulgence - Pay for It
- 2009 – AA.VV. - A Song for Chi